# SV Hüsten 09
Maillots
Le SV Hüsten 09 est un club allemand de football localisé dans la commune de « Hüsten », dans l’agglomération d’Arnsberg, en Westphalie du Sud.

## Histoire
Le club fut fondé le 18 avril 1909, sous l’appellation  Spiel und Sport Hüsten 09. En plus du football, l’association compta aussi une section d’Athlétisme.
Le premier grand succès du club fut signé en 1929 lorsque le SuS Hüsten 09 remporta le Championnat de Westphalie du Sud en battant  le VfB Weidenau (5-1) lors d’une finale jouée à Hagen. Le club confirma cette victoire en se qualifiant cinq années de suite pour la phase finale du Championnat d’Allemagne de l’Ouest organisé par la Westdeutschen Spielverbandes. Mais à ce niveau, la concurrence était solide et le club ne parvint jamais à s’imposer.. 
En 1933, lors de la réorganisation des compétitions exigée par les Nazis dès leur arrivée au pouvoir, le SuS Hüsten 09 devint un des fondateurs de la Gauliga Westphalie, une des seize ligues ((équivalent D1) créées sur ordre du régime totalitaire. Le club fut le seul originaire de Wespthalie du Sud à avoir cet honneur.
Lors de la première saison, le club remporta une victoire encore soulignée de nos jours contre la grande équipe de Schalke 04, quasi intouchable à cette époque. Le club effectua quelques saisons correctes en terminant successivement 7e puis 4e et enfin 5e, de 1935 à 1937.
À la fin de la saison 1937-1938, SuS Hüsten fut relégué. Le club joua deux fois le tour final pour remonter en Gauliga (1939 et 1941) mais échoua à chaque fois.
Après la Seconde Guerre mondiale, SuS Hüsten 09 se hissa en Landesliga (équivalent D4) de 1952 à 1956.
En 1978, le club fut un des fondateurs de l'Oberliga Westfalen, une ligue créée au 3e niveau de la hiérarchie du football ouest allemand. Le SuS Hüsten 09 y évolua six saisons puis fut relégué en Verbandsliga Westfalen. Il remonta directement mais en 1986, soit après deux championnats, il redescendit.
Par la suite, le club recula petit à petit dans la hiérarchie du football amateur allemand. 
En 1999, SuS Hüsten 09 fusionna avec son voisin du Hüstener SV, pour former le SV Hüsten 09.
Dix ans plus tard, le club fêta son centenaire.

## Littérature
- Hardy Grüne, Das große Buch der deutschen Fußballvereine, AGON Sportverlag, Kassel 2009, S. 242  (ISBN 978-3897843622).

## Sources et liens externes
- Website officiel du SV Hüsten 09